# Julian Gölles
Julian Peter Gölles (* 22. September 1999) ist ein österreichischer Fußballspieler.

## Karriere

### Verein
Gölles begann seine Karriere beim USV Vasoldsberg. 2009 wechselte er in die Jugend des SK Sturm Graz. 2014 ging er in die Akademie des FC Red Bull Salzburg.
Im Oktober 2016 debütierte er für das Farmteam der „Bullen“, den FC Liefering, in der zweiten Liga, als er am 15. Spieltag der Saison 2016/17 gegen die Kapfenberger SV in der Startelf stand.
Im Juli 2018 wechselte er zum Ligakonkurrenten SC Wiener Neustadt. Nach dem Zwangsabstieg von Wiener Neustadt wechselte er zur Saison 2019/20 zum Bundesligisten WSG Tirol. In zwei Jahren bei der WSG kam er zu 24 Einsätzen in der Bundesliga. Nach der Saison 2020/21 verließ er die Tiroler und wechselte zum Zweitligisten FC Blau-Weiß Linz, bei dem er einen bis Juni 2023 laufenden Vertrag erhielt. Mit den Linzern stieg er 2023 in die Bundesliga auf. Nach der Saison 2024/25 verließ er Blau-Weiß nach 76 Einsätzen.
Zur Saison 2025/26 wechselte Gölles anschließend zu Ligakonkurrent TSV Hartberg, bei dem er einen bis 2026 laufenden Vertrag erhielt.

### Nationalmannschaft
Gölles spielte im September 2014 erstmals für eine österreichische Jugendnationalauswahl. Im März 2018 absolvierte er gegen Schottland sein einziges Spiel für die U-19-Mannschaft.
Im Oktober 2019 debütierte er gegen die Türkei für die U-21-Auswahl.